# Leukippidy

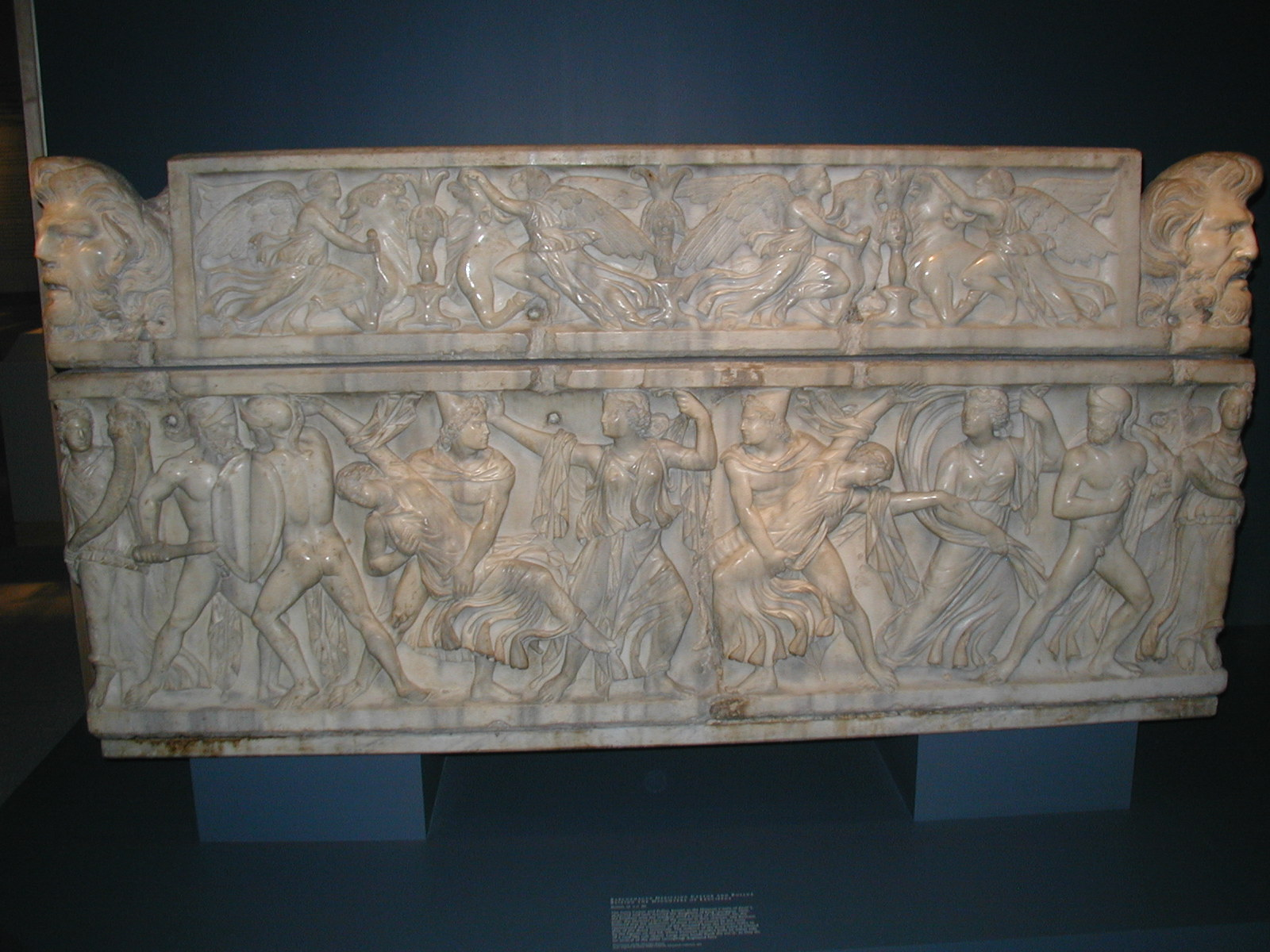
Únos Leukippid Dioskúry na římském sarkofágu, přibližně 160 n. l.

Foibé (starořecky Φοίβη) a Hilaeira (Ἱλάειρα), zvané Leukippidy, jsou v řecké mytologii dcery messénského krále Leukippa, sestry Arsioné a manželky Dioskúrů. Podle komentáře Ioanna Tzetze k Lykofrónově díle byly dcerami Leukippa a Filodiké, dcery Inachovy. Leukippés byl podle Pausánia synem messénského krále Periéra, syna Aiolova a Gorgofony, dcery Perseovy, a vládl Messénii společně se svým bratrem Afareem, jež se však těšil většímu důstojenství. Pausániás však zmiňuje odlišné podání o původu Leukippid – podle ztraceného eposu Kýpria byly dcerami Apollónovými. Sám zmiňuje jejich svatyni ve Spartě jejíž kněžky jsou taktéž nazývány Leukippidami, kde je na stropě zavěšeno vejce obalené stuhami, jež bylo podle vyprávění vysezeno Lédou. Nachází se zde také komnata, nazývaná Chitón, kde každoročně ženy tkají roucho – chitón, pro Apollóna Amyklajského.
Podle Pseudo-Apollódorovy Bibliothéce zatoužili Dioskúrové vzít si Leukippidy za manželky, přičemž Foibé porodila Polydeukovi Mnesiléa a Hilaeira Kastórovi Anogóna. Podle Hyginových Fabulae byli Foibé kněžkou Minervy-Athény a Hilaira Diany-Artemidy a byly zasnoubeny se svými messénskými bratranci Idem a Lynkeem, ale Dioskúrové je unesli a když se messenští bratři pokoušeli získat své nevěsty zpět byl Idas Kastórem zabit. Lynkeus se poté sporu vzdal, ale když stavěl svému bratru pomník byl napaden Kastórem a zabil jej. O sporu Dioskúrů s Idem a Lynkeem vypráví i Pseudo-Apollodóros, týká se však dobytka, nikoliv nevěsty.
Mýtus o Leukippidách byl také zpracován antickými umělci: v athénském chrámu Dioskúrů Polygnótem, v spartském chrámu Athény Chalkioikos Gitiádem, na trůně Apollóna Amyklejského Bathyklem a v Messéně.
Leukipiddy a jejich kult měly nejspíše úzký vztah ke koním: jméno jejich otce znamená „bílý kůň“ a nejasná glosa k Hesýchiově díle je zmiňuje v souvislosti s chovem hříbat. Jejich manželé Dioskúrové byli také spojeni s koňmi a byli označováni jako „bílá hříbata Diova“. Lze tak snad předpokládat že existoval kult blíženeckých božstev – bílých hřebců a blíženeckých bohyň – bílých klisen, kterým sloužili dvě panenské kněžky označované jako hříbata a snad také chlapec či chlapci jako kněží, jak napovídá spartský nápis zmiňující kněze Leukippid. Podle Martina L. Westa mohou Leukipiddy představovat indoevropský typ bohyně zvané „dcera Slunce“, a zaujaly tak místo manželky Dioskúrů, jež původně náleželo Heleně.